# President de Somalilàndia
El president de Somalilàndia (somali: Madaxweynaha Somaliland; àrab: رئيس جمهورية أرض الصومال, raʾīs Jumhūriyyat Arḍ aṣ-Ṣūmāl) és el cap d'estat i cap de govern de Somalilàndia. El president també és el comandant en cap de les Forces Armades de Somalilàndia. El president representa el govern de Somalilàndia.
El primer president de Somalilàndia va ser Abdirahman Ahmed Ali Tuur. L'actual titular del càrrec és el cinquè president Muse Bihi Abdi, que va prendre possessió el 13 de desembre de 2017. El president pot exercir un màxim de dos mandats de cinc anys. La República de Somalilàndia es considera l'estat successor de l'antic protectorat britànic de Somalilàndia, que va ser un país independent durant uns dies l'any 1960 com a Estat de Somalilàndia.

## Elegibilitat
L'article 82 de la Constitució de Somalilàndia menciona que una persona serà elegible per al càrrec de president o vicepresident si (a) és ciutadà de Somalilàndia per naixement i, malgrat residir com a refugiat a un altre país, no ha de tenir cap altra ciutadania; (b) ha de ser musulmà i s'ha de comportar d'acord amb la religió islàmica; c) Ha de tenir com a mínim 40 anys; i (d) compleix altres criteris establerts en aquest article.

## Llista
Partits polítics
Altres
| No. | Foto | Nom (Birth–Death)                      | Elecció                   | Termini          | Termini                       | Termini          | Partit Polític  |
| No. | Foto | Nom (Birth–Death)                      | Elecció                   | Inici            | Fi                            | Temps            | Partit Polític  |
| --- | ---- | -------------------------------------- | ------------------------- | ---------------- | ----------------------------- | ---------------- | --------------- |
| 1   |      | Abdirahman Ahmed Ali Tuur (1931–2003)  | 1991                      | 28 maig 1991     | 16 maig 1993                  | 1 any, 353 dies  | SNM             |
| 2   |      | Muhammad Haji Ibrahim Egal (1928–2002) | 1993 1997                 | 16 maig 1993     | 3 maig 2002 (Died in office.) | 8 anys, 352 dies | Independent     |
| (2) | UDUB | Muhammad Haji Ibrahim Egal (1928–2002) | 1993 1997                 | 16 maig 1993     | 3 maig 2002 (Died in office.) | 8 anys, 352 dies |                 |
| 3   | UDUB |                                        | Dahir Riyale Kahin (1952) | 2003             | 3 maig 2002                   | 27 juliol 2010   | 8 anys, 85 dies |
| 4   |      | Ahmed Mohamed Mohamoud (1936–2024)     | 2010                      | 27 juliol 2010   | 13 desembre 2017              | 7 anys, 139 dies | Kulmiye         |
| 5   |      | Muse Bihi Abdi (1948)                  | 2017                      | 13 desembre 2017 | Incumbent                     | 7 anys, 149 dies | Kulmiye         |